# Pomnik Ayrtona Senny w Wałbrzychu

Pomnik Ayrtona Senny w Wałbrzychu – naturalnej wielkości pomnik z brązu przedstawiający Ayrtona Sennę, słynnego kierowcę F1. Mistrz świata przedstawiony jest w pozycji siedzącej na oponie samochodu wyścigowego F1.

## Lokalizacja
Pomnik znajduje się w Wałbrzychu (Polska) przy ulicy jego imienia, obok Muzeum Górnictwa i Sportów Motorowych.

## Odsłonięcie pomnika
Uroczyste otwarcie pomnika odbyło się 18 września 2021 roku w Muzeum Górnictwa i Sportów Motorowych w Wałbrzychu.
Pomnik upamiętniający brazylijskiego kierowcę wyścigowego, trzykrotnego mistrza świata Formuły 1, stanął przy ulicy Ayrtona Senny, której oficjalna nazwa została nadana przez Radę Miasta Wałbrzycha w 2015 roku. Inicjatywę od początku wspierał burmistrz Roman Szełemej, który był obecny na uroczystości odsłonięcia pomnika. W uroczystości odsłonięcia uczestniczył Hadil Fontes da Rocha Vianna, ambasador Brazylii w Polsce, oraz wybitni polscy zawodnicy, m.in. Sobiesław Zasada, Krzysztof Hołowczyc, Maciej Wisławski, Maciej Szczepaniak, Rafał Sonik, Grzegorz Grzyb, a także popularyzatorzy tego sportu jak Andrzej Kalitowicz.

## Projekt pomnika
Sfinansowany przez Jerzego Mazura i wspierających go fundatorów pomnik nawiązuje do wspomnienia z 1986 roku na torze Hungaroring, kiedy to Jerzy Mazur ujrzał Ayrtona Sennę po raz pierwszy. Pierwotną koncepcję pomnika, który zrodził się w wyobraźni Jerzego Mazura – a mianowicie Ayrtona Senny przedstawionego w pozycji siedzącej – narysował Stefan Romecki, polski rajdowiec i grafik. Ostateczny projekt pomnika zawdzięcza się Dmitrijowi Buławce-Fankidejskiemu – rzeźbiarzowi z Akademii Sztuk Pięknych w Gdańsku, który podjął się wykonania rzeźby.